# Stadion w Mary
Stadion w Mary – wielofunkcyjny stadion w Mary, w Turkmenistanie. Może pomieścić 10 000 widzów. Jest domową areną klubu Merw Mary grającego w lidze Ýokary Liga.